# قنفذية
القنفذية (باللاتينية: Echinacea) جنس نباتي يتبع الفصيلة النجمية (المركبة) ويضم تسعة أنواع.

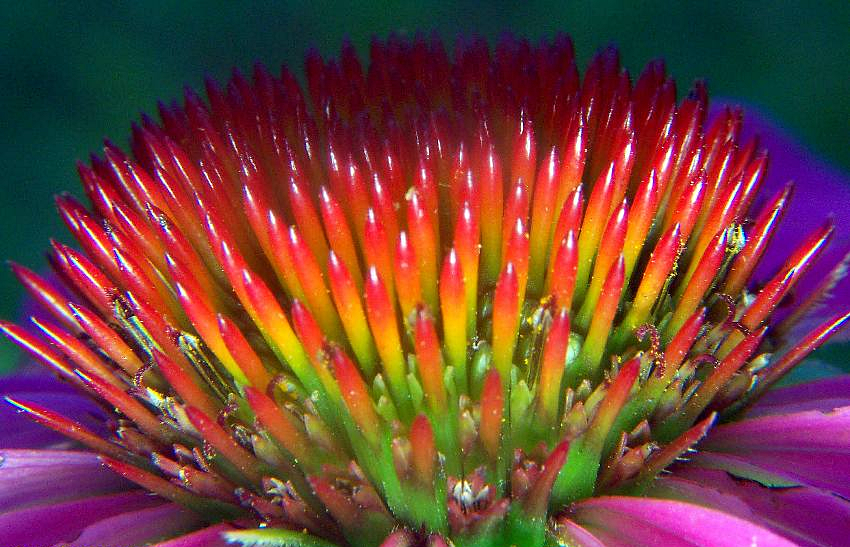
الأشواك وسط زهرة القنفذية التي أعطت النبات اسمه

هناك تسعةُ أنواع معروفَة من القُنفُذِيَّة echinacea، ومَوطنُها الأَصلي كلُّها هو الولاياتُ المتَّحدة وجنوبِي كندا. ويُعتقَد أنَّ أكثرَ هذه الأنواع استِخداماً، وهو القُنفُذيَّة الأُرجُوانِيَّة Echinacea purpurea، هو الأكثر فعَّاليةً.
الأسماء الشَّائعة ـ
القُنفُذِيَّة echinacea،
الرَّدبكيَّة الأُرجُوانِيَّة purple coneflower،
الرَّدبكيَّة coneflower،
الرَّدبكية الأمريكيَّة American coneflower.
الأسماء اللاتينيَّة
ـ القُنفُذيَّة الأُرجُوانِيَّة Echinacea purpurea،
 القُنفُذيَّة المتزوِّية الأوراق Echinacea angustifolia،
 القُنفُذيَّة الشَّاحبَة Echinacea pallida.

## مُكوِّناتُ
تَتكوَّن القُنفُذيَّةُ من الفلافونويدات flavonoids ومن حُموض أساسيَّة (مثل الإيكينولون echinolone والهومولين humulene وإيبوكسيد الكاريوفيلِّين caryophyllene epoxide) ومن متعدِّدات الأسيتيلين polyacetylene components، ومن عناصِر أخرى.
 

## الاستخدامات
جرى استِخدامُ القُنفُذيَّة بشكلٍ تقليدي للعِلاج أو الوقاية من نَزلات البرد والأنفلونزا وحالات العدوى الأخرى.
يُعتقَد أنَّ القُنفُذيَّةَ تُحفِّز الجهازَ المناعي للمساعدة على مكافحة العدوى.
كما استُخدمت القُنفُذيَّةُ بدرجةٍ أقل شيوعاً في معالجة الجُروح ومشاكل الجلد، مثل حبِّ الشَّباب (العُد) acne أو الدَّمامل boils
تُستخدَم أجزاءُ النَّبات الكائنة فوقَ الأرض وجُذورُ القُنفُذيَّة، طازجةً أو مُجفَّفة، لتَحضير الشَّاي، أو لتَحضير عصير أو مُستخلَصات أو مُستحضرات للاستِخدام الخارجي.

## فوائدها
تبدو نَتائجُ الدِّراسات مُتَضاربةً حولَ ما إذا كان يمكن أن تفيدَ القُنفُذيَّةُ في الوقايةِ أو المعالجة الفعَّالة لالتِهابات الجهاز التنفُّسي العلوي، مثل نزلات البرد والزُّكام؛ فعلى سَبيل المثال، لم تَجِد دِراستان فائدةً للقُنفُذيَّة، سواءٌ كعَصير طازج لمعالجة نَزلات البرد عندَ الأطفال، أو بشكل مَزيج غير مُكرَّر للجُذور عندَ البالغين. ومع ذلك، أظهرت دراساتٌ أخرى أنَّ القُنفُذيَّةَ قد تكون مُفيدةً في عِلاج التهابات الجهاز التنفُّسي العلوي.
هناكٌ بحث مستمرٌّ لدِراسَة دور القُنفُذيَّة في عِلاج التهابات الجهاز التنفُّسي العلوي، فضلاً عن دراسَة آثارها المحتملَة على الجهاز المناعي.

## التَّأثيراتُ الجانبيَّة والتَّحذيرات
عندما تُؤخَذ القُنفُذيَّةُ عن طَريق الفم، لا تَتسبَّب في آثارٍ جانبيَّة عادة. ومع ذلك، فإنَّ بعضَ الناس تعرَّضوا لتفاعلاتٍ تَحسُّسية، بما في ذلك حدوثُ طفحٍ جلدي وأزمة ربو وتأق anaphylaxis (رَد فِعل تَحسُّسي مُهدِّدة للحياة). وفي التَّجارُب السَّريرية، كانت الآثارُ الجانبيَّة المعدية المعويَّة (الهضميَّة) هي الأكثر شيوعاً.
يَكون النَّاسُ أكثرَ عُرضةً للمُعاناة من تَفاعلاتٍ تَحسُّسية تجاه القُنفُذيَّة إذا كانت لديهم حساسيَّةٌ للنَّباتات ذات الصِّلة بها في الفَصيلةِ الأَقحوانيَّة daisy family، مثل الرَّجيد ragweed والأَقحوان chrysanthemums والقطيفة marigolds. كما أنَّ الأشخاصَ الذين يُعانون من الرَّبو أو التأتُّب atopy (الميل نحو الحساسيَّة الوراثية) هم أيضاً قد يُبدون تَفاعلاً تَحسُّسياً عندَ تناول القُنفُذيَّة.
لذلك، يجب إخبارُ جَميع مقدِّمي الرِّعاية الصحِّية حولَ أيَّة معالجات تكميليَّة أو بَديلة يستخدمها المريضُ، وإعطاؤهم صورة كاملة عمَّا يفعله لتدبير حالتِه الصحِّية. وهذا ما يُساعد على ضَمان رعايةٍ منسَّقة وآمنة.

## أنواعها
- القنفذية الأرجوانية (باللاتينية: Echinacea purpurea)
- القنفذية التينيسية (باللاتينية: Echinacea tennesseensis)
- القنفذية الدموية (باللاتينية: Echinacea sanguinea)
- القنفذية رفيعة الأوراق (باللاتينية: Echinacea angustifolia)
- القنفذية السوداء الداكنة (باللاتينية: Echinacea atrorubens)
- القنفذية الشاحبة (باللاتينية: Echinacea pallida)
- القنفذية اللامعة (باللاتينية: Echinacea laevigata)
- القنفذية المتناقضة (باللاتينية: Echinacea paradoxa)
- القنفذية المحاكية (باللاتينية: Echinacea simulata)